# San Pablo, La Trinitaria
San Pablo är en ort i Mexiko.   Den ligger i kommunen La Trinitaria och delstaten Chiapas, i den sydöstra delen av landet, 800 km sydost om huvudstaden Mexico City. San Pablo ligger 688 meter över havet och antalet invånare är 117.
Terrängen runt San Pablo är platt västerut, men österut är den kuperad. Runt San Pablo är det ganska glesbefolkat, med 42 invånare per kvadratkilometer. Närmaste större samhälle är La Trinitaria, 17,5 km norr om San Pablo. I omgivningarna runt San Pablo växer huvudsakligen savannskog.